# Mia Khalifa
Mia Khalifa, született Mia Callista (ميا خليفة) (Bejrút, 1993. február 10. –) libanoni-amerikai pornószínésznő és modell.
2000-ben az Amerikai Egyesült Államokba költözött, 2014 óta aktív mint pornószínésznő, 2014 decemberére már első volt a Pornhub keresési listáján. Tevékenysége ellentmondást szült hazájában, különösen mikor egyik videójában a vallásos muszlim nők fejkendőjében, a hidzsábban szerepelt, ugyanakkor hatalmas népszerűségre tett szert a nyugati világ internetező közönsége körében. Szülei elhatárolták magukat tevékenységétől. 2016-ban bejelentette: befejezi a pornókarriert, és sportolónak áll, miután csalódott a pornóiparban.

## Életrajz
1993 februárjában született a libanoni Bejrútban, 2000-ben családjával az Amerikai Egyesült Államokba költözött. Családja katolikus neveltetésben részesítette. Gyermekként a marylandi Montgomery megyében lakott, gimnazistaként lacrosse-t játszott. Az El Pasó-i Texasi Egyetemen diplomázott le történelem szakon. 2011 februárjában, 18. születésnapját követően hozzáment egy amerikai férfihoz.
2023-ban a Playboy felbontotta vele szerződését, mivel a Hamász-féle Palesztina mellett állt ki.

## Karrierje a pornóiparban
2014 októberében lépett be a felnőttfilm világába. A Whataburgerben dolgozott, amikor az egyik vendég rákérdezett, hogy kipróbálná-e magát pornószínésznőként is. A mindössze 22 éves lány több mint másfél milliós megtekintésével a legkeresettebb színésznő lett a Pornhub felnőttfilmes oldalon. Ez év december 28-án a weboldal nyilvánosságra hozta a népszerűségi ranglistáját, ahol Mia az első helyre került.
Nem sokkal ezek után halálos fenyegetéseket kapott, többek között az Iszlám Állam nevű terroristaszervezettől is, valamint azt mondták, hogy tetteiért pokolra fog jutni. A libanoni újságok szintén erős kritikával illették őt, miután az arabok szerint megsértette az Iszlámot, amikor a hidzsábban szexelt az egyik filmjén.
Khalifa egy, a The Washington Post újságnak adott interjújában azt nyilatkozta, hogy nem lenne szabad ennyire komolyan venni amit csinál, hiszen csak egyfajta szatíra az egész, illetve hogy a hollywoodi filmipar sokkal negatívabb színben tünteti fel az arab világot, mint azt egy pornófilmes valaha is tenni tudná. A pornófilmesek világában többen kiálltak a színésznő mellett, ő maga pedig azt mondta, hogy elég komoly gondok vannak az országában a nők jogaival, ha ő még akkor is ilyen indulatokat vált ki, amikor már nem is él ott.
A Pornhub 2015. január eleji adatai alapján Mia Khalifa népszerűsége még tovább nőtt a weboldalukon, a keresések egynegyede pedig anyaországából, Libanonból érkezett, valamint annak környező országaiban (Szíria, Jordánia) is sokan voltak kíváncsiak a videóira. A hidzsábos videó okozta botrányát követően a brit Loaded magazin az 5. helyre rangsorolta minden idők 10 legellentmondásosabb pornószínésznőjének listáján 2016 júliusában. Az Almaza sörgyár egyik reklámjában egy sörösüveg szerepelt Khalifa ikonikus szemüvege mellett, ezzel a felirattal: "We are both rated 18+." (körülbelülː Mindketten csak 18 év felett). 2015 januárjában a Timeflies popegyüttes kiadott egy dalt, amelynek Mia Khalifa volt a címe, ezzel a színésznő előtt tisztelegtek.
2016 júliusában a The Washington Postnak adott újabb interjújában Mia elárulta, hogy csupán három hónapot töltött el a pornóiparban, és már több mint egy évvel azelőtt abbahagyta a filmezést, hogy „normális” állást találjon magának, azt a három hónapot pedig amolyan lázadó korszakának minősítette. 2016 májusáig azonban webkamerás modellként továbbra is dolgozott.
2017 januárjában az xHamster felnőttfilmes weboldal információi szerint 2016-ban Khalifa a legnézettebb színésznő volt.

## Kommentátorként
Khalifa és Gilbert Arenas 2017. október 16. óta a Complex News’s YouTube csatornáján napi sportműsort vezetnek.

## Magánélete
Pornófilmes karrierje idején Mia Miamiban lakott, ahol több mint 25 felnőttfilmet forgatott, majd később visszaköltözött Texasba. A lány a Florida State Seminoles football rajongója, az Ohio State amerikaifutball-csapat quarterbackjét, Braxton Millert például a közösségi médián keresztül próbálta meggyőzni, hogy váltson csapatot. Felnőttfilmes karrierjét követően a közösségi médiás jelenlétét (1 millió Twitter és 300,000 Instagram követő) használta fel arra, hogy washingtoni profi sportcsapatokat támogasson, mint például a Washington Redskins, a Washington Wizards és a National Hockey League Washington Capitals csapatát, ahol kedvenc játékosa André Burakovsky.
Khalifának két tetoválása van, mindkettő hazájához kapcsolódik: az egyik a libanoni himnusz első sora, a másik a libanoni hadsereg keresztje, utóbbit a 2012-es októberi bejrúti bombázások után csináltatta szolidaritásból. Mindkét tetoválásáért érték támadások.
A lány szerint szülei megszakították vele a kapcsolatot, miután a felnőttfilmezést választotta. Szülei egy közleményben határolták el magukat lányuk cselekedeteitől, szerintük lányukat az ország eltérő kulturális helyzete vitte rá, hogy pornósnak álljon, és hogy tettei nem tükrözik a neveltetését, amelyet gyermekkorában kapott. Azt is elmondták, hogy reménykedtek benne hogy lányuk otthagyja a pornóipart, mert nem vet jó fényt sem a családjára, sem pedig a hazájára vele.
Egy online petíció is indult annak érdekében, hogy Donald Trump amerikai elnök Mia Khalifát tegye meg Szaúd-Arábia következő amerikai nagykövetévé. 2017 nyarán botrányt kavart, hogy Khalifa arcon vert egy texasi rajongót egy sporteseményen, miután az engedély nélkül készített vele közös fotót.